# プリモシュテン
プリモシュテン（クロアチア語:Primošten）はクロアチア・シベニク＝クニン郡の町である。アドリア海沿岸の南側シベニク、トロギルの間に位置しており、住民の97.03%はクロアチア人である。

## 歴史
プリモシュテンはクロアチア本土に近い小島に位置している。1542年にオスマン帝国に占領されていた当時小島は防壁によって守られ、本土とは跳ね橋で結ばれていた。オスマン帝国が撤退すると土手道に置き換わり陸続きになった。1564年にこの地はクロアチア語で架けるなどを意味するプリモシュティティ (primostiti) にちなんで、プリモシュテンと名付けられている。丘の上より見下ろす聖ジョウジ教会は1485年に建てられ1760年に復元され、近くの墓地とその教会からは独特な海や周囲の景色が広がる。

## みどころ
プリモシュテンは非常に大きく美しい葡萄園が有名で、ニューヨークの国連センターにはプリモシュテンの葡萄園の写真が飾られている。毎夏、葡萄園では伝統的なロバ競技が行われる。プリモシュテンで最も大きなビーチはラデュチャ(Raduča)と呼ばれ、その一部分であるマラ・ラデュチャ(Mala Raduča)はクロアチアでもっとも美しい10箇所のビーチのうちの一つに投票されている。葡萄園は現在、ユネスコの世界遺産への登録が検討されている。

## ギャラリー

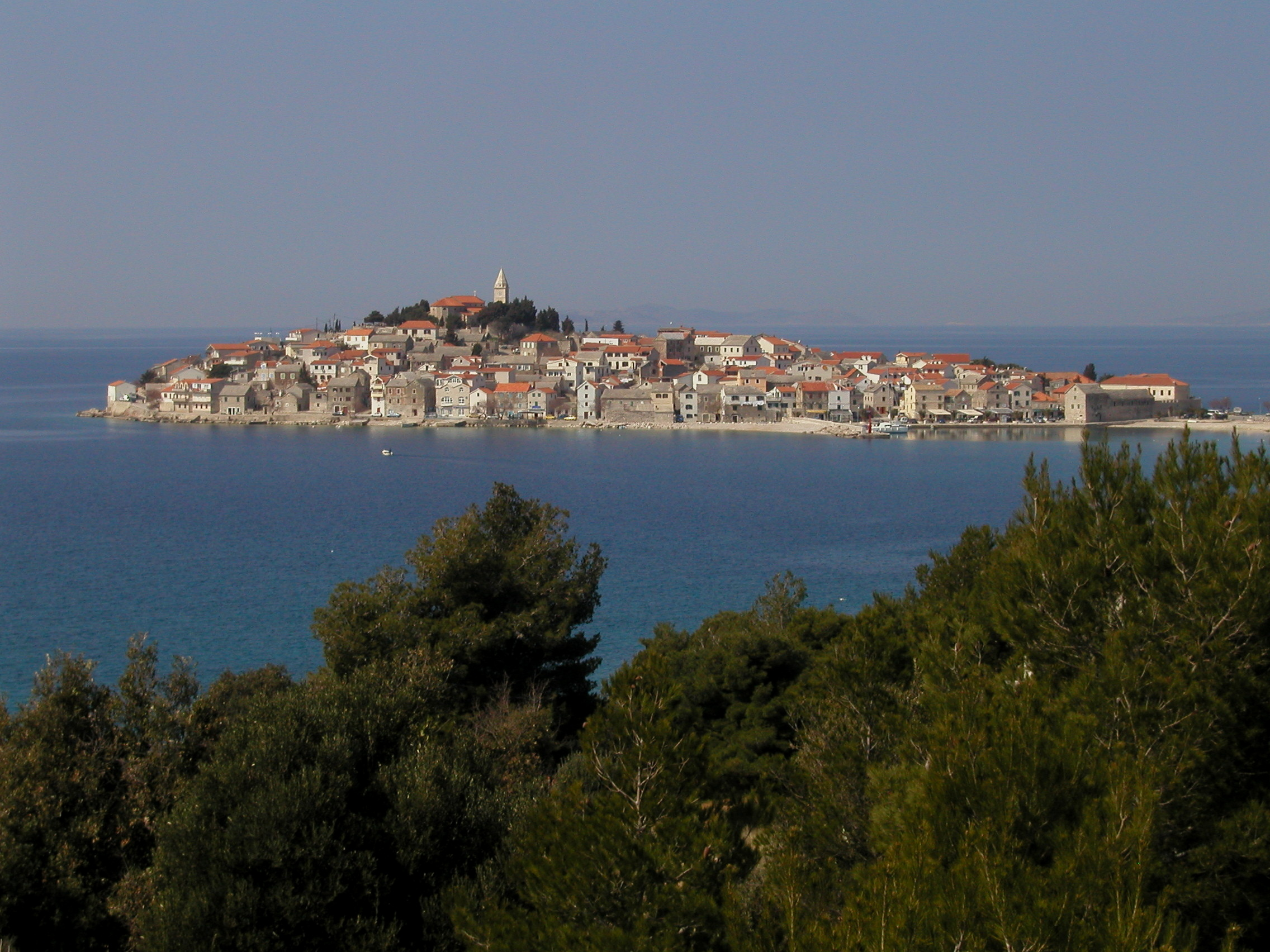
プリモシュテン全景
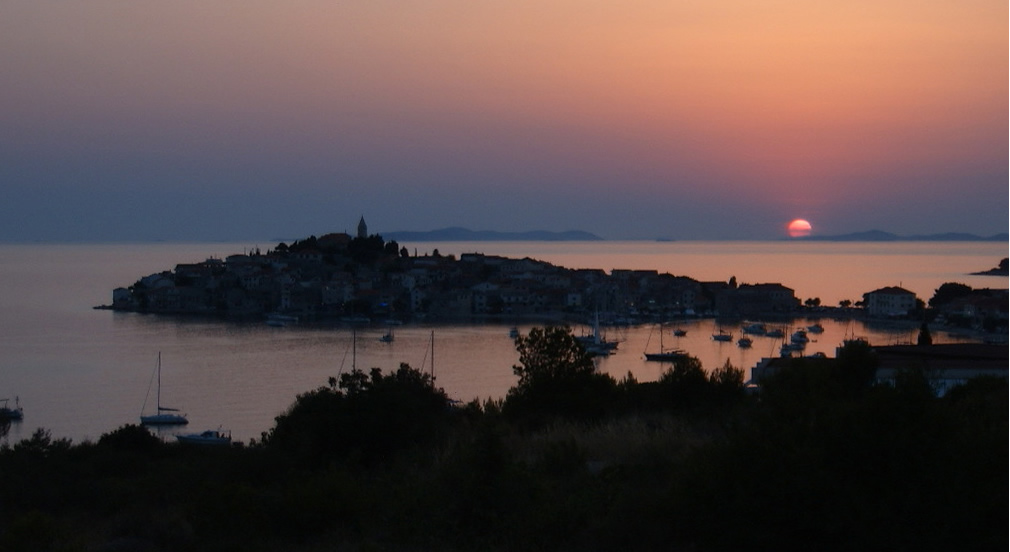
プリモシュテンの夕日
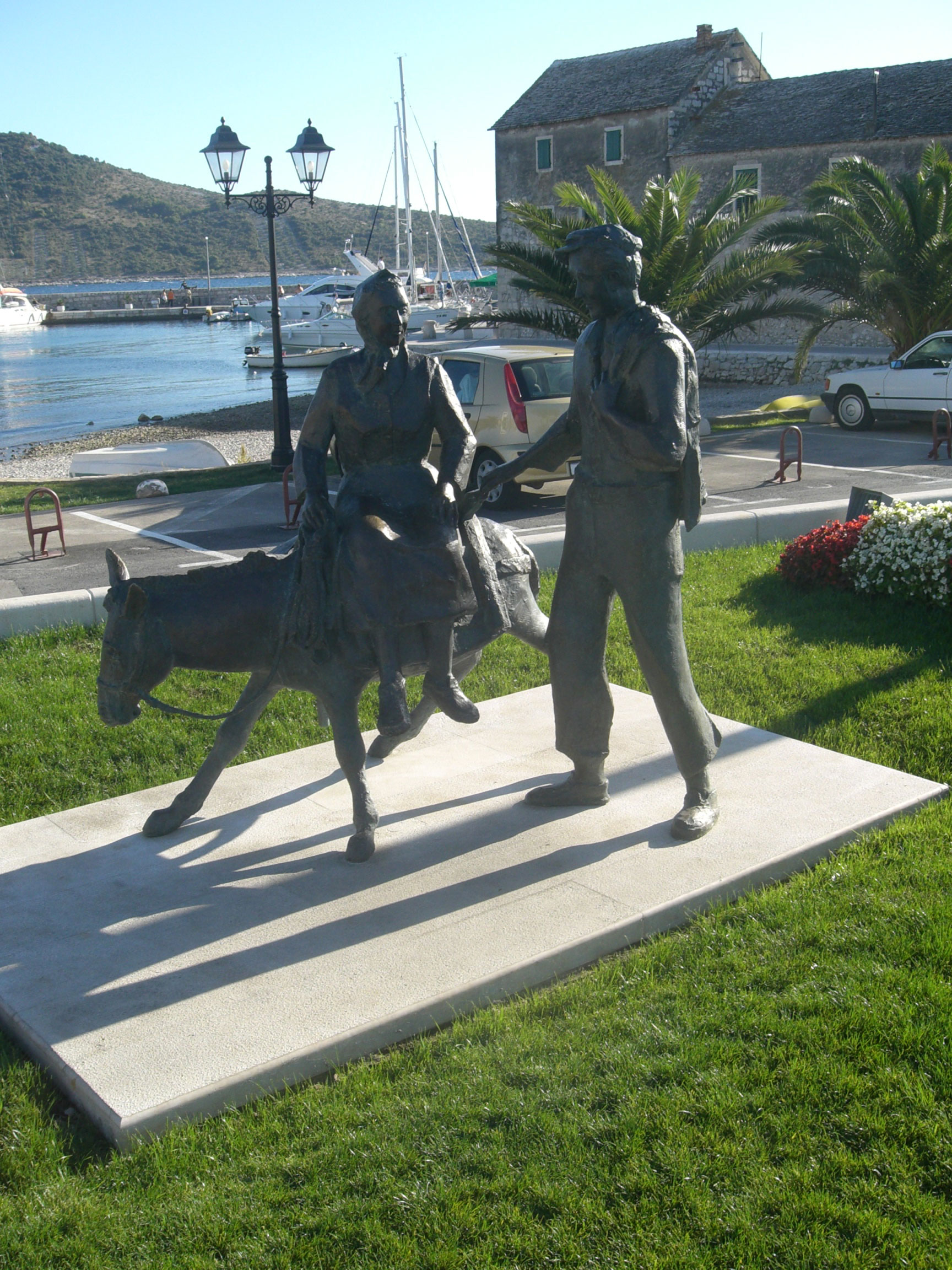

## 著名出身者
- ロベルト・アルヴィジ - サッカー選手